# بروس بارنز (تنس)
بروس بارنز (بالإنجليزية: Bruce Barnes)‏ كان لاعب كرة مضرب أمريكي بدأ مسيرته كمحترف سنة 1932 وكان يلعب باليد اليمنى، اعتزل اللعب في 1943. أعلى تصنيف له في الفردي كان المركز الـ 7 في سنة 1938. فاز ببطولة العالم لزوجي الرجال سنة 1933 مع بيل تيلدن، خسر نهائي سنة 1937 لبطولة الولايات المتحدة.